# خورخي بارازا
خورخي بارازا (بالإسبانية: Jorge Barraza)‏ هو كاتب وصحفي أرجنتيني، ولد في 4 أبريل 1955.